# Razorback

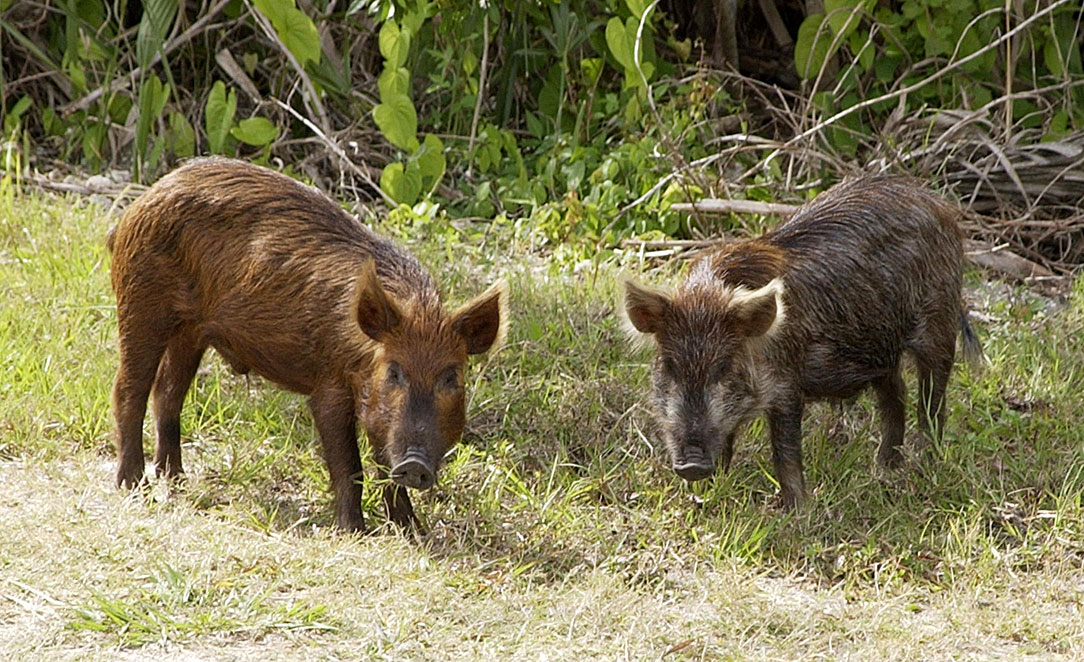
Razorbacks stammen meistens vom Hausschwein ab, teilweise sind sie aber auch mit Wildschwein vermischt. Hier zwei Exemplare in Florida.

Razorbacks oder feral hogs sind Populationen freilebender Schweine, die seit dem 16. Jahrhundert im Südosten und Mittleren Westen der Vereinigten Staaten leben. Ihr Grundbestand stammt ursprünglich aus alten, wenig hochgezüchteten verwilderten Hausschweinrassen. Seitdem im späten 19. Jahrhundert auch echte Wildschweine zu Jagdzwecken in die USA importiert und freigelassen wurden, haben sich beide Populationen in einer Weise vermischt, dass viele Tiere mit gemischter Abstammung, aber so gut wie keine reinblütigen Wildschweine freilebend vorkommen. 
Die Schweine ähneln kaum den heutigen Hausschweinen: Sie sind lang, dünn, hoch in der Schulter und niedrig im Rumpf. In den Wäldern überlebten anders als in Zuchtprogrammen auf dem Bauernhof nicht die fleischreichsten Schweine, sondern diejenigen, die sich am besten selbst verteidigen konnten, wozu auch ihre „unfreundliche Grundeinstellung“ gegenüber dem Menschen beitrug. Sie sind schneller als heutige Hausschweine und können beispielsweise auch Zäune überspringen. Sie haben lange Schnauzen und große Köpfe mit eindrucksvollen Hauern. Der Name stammt von einer Linie hochstehender Rückenhaare, die reine Hausschweine normalerweise nicht besitzen.

## Verbreitung
Die Schweine sind im gesamten Südosten der USA von Texas bis Florida an der Golfküste und an der Atlantikküste hinauf bis New Hampshire, vor allem in den Küstenregionen zu finden. In Florida besiedeln sie den ganzen Staat, am häufigsten findet man sie aber in den Everglades. Schätzungen über den aktuellen Bestand schwanken zwischen 500.000 und 2.000.000 Exemplaren, wovon jährlich etwa 100.000 durch Jäger erlegt werden.
Weiterhin finden sich sogar echte Wildschweine in bergigen Gegenden im Inland, im Great-Smoky-Mountains-Nationalpark in Tennessee gab es 1998 etwa 800 Tiere, ebenso wie im Cherokee National Forest und angrenzenden Gegenden im selben Staat etwa 1500. In Kentucky wiederum galten etwa 300 Exemplare in den Appalachen gesichert. Ob sich im westlichen Virginia eine Restpopulation befindet, ist umstritten, in West Virginia hingegen waren Auswilderungen des West Virginia Department of Natural Resources erfolgreich.

## Geschichte
Der amerikanische Doppelkontinent kennt ursprünglich keine echten Schweine, die nächsten ursprünglich in Nordmexiko und Südtexas vorkommenden Halsbandpekaris gehören zu den Nabelschweinen. Die ersten Hausschweine erreichten den Kontinent mit den spanischen Konquistadoren. Für die Entstehung der Schweineherden in den USA war besonders die unglückliche Expedition Hernando de Sotos ausschlaggebend, der Schweine in den Südosten der USA brachte, die ihm zumindest teilweise entliefen. In den folgenden Jahrhunderten gab es zahlreiche weitere Fälle, in denen Hausschweine aus der Alten Welt nach Nordamerika importiert wurden und dort ausgesetzt wurden oder entliefen.
Bis in das frühe 20. Jahrhundert hinein lebten selbst die Hausschweine überwiegend halbwild in den Wäldern und wurden meist nur im Herbst von ihren Besitzern eingesammelt, ein System ähnlich der mitteleuropäischen Eichelmast. Diese Form der Schweinehaltung war in den Gründungsjahren der USA weit verbreitet. Dort, wo es unbeackertes Land gab, konnten sich Schweine etablieren. Die Wälder (Sümpfe, Marschen etc.) waren für Tierhalter als Allmende nutzbar, selbst wenn sie sich in Privatbesitz befanden. So war der durchschnittliche Bauernhof in den Südstaaten zwar um einiges größer als im Norden, erbrachte aber im Schnitt weniger Ertrag, da große Teile des Landes aus Wald und anderen nicht urbar gemachten Flächen bestanden.
Besonders im 18. und frühen 19. Jahrhundert sammelten Großhändler diese Schweine und trieben sie in großen Trecks zu Häfen oder direkt an die Märkte. 1733 berichtete der Gouverneur von North Carolina, dass 50.000 Schweine aus seiner Kolonie an die Häfen an Virginia getrieben wurden. Allein 1824 passierten 124.000 Schweine den „Great Kaintuck Hog Highway“ in North Carolina auf dem Weg zu den Seehäfen der Atlantikküste.
Seit 1830 begannen die Staaten im Norden der USA, die Allmende zu schließen. Die Wälder waren nicht mehr frei zugänglich, die Schweinehalter konnten ihre Wirtschaftsweise so nicht fortführen. Trotz Bemühungen von Plantagenbesitzern wie Edmund Ruffin in Virginia, gelang dies in den Südstaaten nicht, die Razorback-Ökonomie konnte dort weiter florieren. Seit dieser Zeit befanden sich die meisten Schweine in den Grenz-Staaten des Südens. Frederick Law Olmsted berichtete noch 1852 aus Virginia von fast menschenleeren Gegenden mit scheinbar endlosen Kiefernwäldern, in denen sich riesige Mengen großer Schweinetrupps durch das Unterholz schlagen würden als wären sie auf Fuchsjagd.
Eine Zählung von 1860 ergibt für Südvirginia und das nordöstlich angrenzende North Carolina doppelt so viele Schweine wie Menschen. Dabei liegen die Zahlen wahrscheinlich deutlich zu niedrig, da sie weder auf komplett verwilderte Populationen Rücksicht nahmen noch in der Lage war, alle Kleinbauern und deren Besitz systematisch zu erfassen. In relativ neu erschlossenen Gegenden wie dem südlichen Mississippi kommen Zählungen auf Quoten von vier zu eins, in einzelnen Countys gar auf 13 zu 1.
Während die Kleinbauern die Razorback-Haltung weiter betrieben wie auch in den Jahrzehnten zuvor, begann sich das Bild ab etwa 1850 auf den Plantagen zu wandeln. Mehrere Plantagenbesitzer begannen ihre gesamten Ländereien einzuzäunen und so die halbwilde Haltung der Schweine zu beenden. Dabei begannen sie auch Hausschweine aus anderen Gegenden in ihre Razorbacks einzukreuzen, so dass die wilden und die halbwilden Razorback-Populationen begannen, sich auseinanderzuentwickeln.
Noch 1860 konnte Wilson in einer Zeitschrift noch vermerken, der Süden sei „fetter Schinken und Schweinefleisch, nur Fett und Schweinefleisch, und das dauernd, morgens, mittags, abends für alle Klassen, Geschlechter, Altersgruppen und in allen Zuständen.“, und ebenso anmerken, dass „Schweineschmalz das Öl ist, das die Maschinerie des Lebens bewegt.“ Der Historiker McWhiney schätzt, dass in den 15 Jahren vor Ausbruch des Sezessionskrieges Südstaatenfarmer insgesamt 67 Millionen Schweine auf den Markt brachten, ein Schnitt von etwa 4,5 Millionen Schweinen im Jahr.
Durch den Sezessionskrieg änderte sich die Lage. Die Soldaten beider Parteien verspeisten massive Mengen an Schweinen (und anderen Tieren), ohne sich um deren Nachzucht zu kümmern. Eine Zählung von 1870 beispielsweise, nachdem die Population wieder fünf Jahre Zeit hatte, sich zu erholen, ergab nur noch halb so viele Tiere wie 1860.
Die Südstaaten litten wirtschaftlich schwer, sodass die Wirtschaftsbedingungen allgemein schlechter wurden. Gleichzeitig wuchs die Bevölkerung in den Jahren nach dem Krieg massiv, die befreiten Sklaven wiederum befanden sich am untersten Ende der wirtschaftlichen Lage und konkurrierten mit den ehemaligen Kleinbauern um dieselben Ressourcen. Bedeutend weniger Tiere mussten nun bedeutend mehr Menschen ernähren, mehr Land wurde eingezäunt und für vermarktbare Feldfrüchte genutzt, sodass die Razorback-Inhaber öfter mit den Eigentümern der Felder in Auseinandersetzungen gerieten. Die Südstaaten begannen, Schweinefleisch aus dem Mittleren Westen zu importieren.
Gleichzeitig konnten die Großgrundbesitzer nun Fortschritte darin machen, die Allmende zu schließen und reine private Nutzungsrechte auch in Wäldern, Sümpfen etc. durchzusetzen. Anfang des 20. Jahrhunderts schließlich verbot die nationale Gesetzgebung die halbwilde Form der Schweinehaltung. Die verbliebenen Schweinehalter mussten sich dem System im Rest der USA anschließen und ihre Schweine in Zäunen halten. Daraus entwickelte sich langsam eine industrielle Schweinezucht mit wenigen Großbetrieben.
Die Razorback-Population jedoch existiert weiter. Sie kommen in insgesamt 19 US-Bundesstaaten vor, größtenteils im Süden, aber auch bis in den Nordosten hinauf. Die größte Einzelpopulation lebt in Texas. So sind sie heute auch noch ein beliebtes Ziel für die Jagd, besonders eindrucksvolle Exemplare, wie zum Beispiel Hogzilla, können dabei überregional bekannt werden.

## Freilebende Schweinezucht
Lange Zeit betrieben auch die Bauern der Südstaaten die Schweinezucht halbwild. Verbreitet über den ganzen Süden hatte dies seine größte Verbreitung im „Schinken-Kernland“  an der Grenze zwischen Mittelwesten und Süden – Virginia, Maryland, North Carolina, Tennessee und Kentucky. Sie kennzeichneten ihre Schweine an den Ohren und ließen diese den Sommer frei durch die Wälder der Gegend ziehen (Freilandhaltung).

### Viehhaltung durch Freilauf
Die Bauern mussten kaum Nahrung für die Schweine zur Verfügung stellen. Größtenteils versorgten sich die Schweine selber, nur im Herbst konnte es vorkommen, dass die Bauern sie in den letzten Wochen vor der Schlachtung einfingen und mit Mais mästeten, oder sie zumindest in die Maisfelder trieben, um ähnliches zu erreichen. Hielten sich die Schweine in der Nähe auf, konnten Bauern auch mit Mais oder Gemüse zufüttern, insbesondere Bucheckern sollen sich hier bewährt haben.
Da das Schwein im Frühjahr zur Welt kam und im Herbst geschlachtet wurde, mussten die Bauern auch nur den Teil der Schweine über den Winter bringen, der zur Nachzucht benötigt wurde. Selbst in den Städten zogen halbwilde Rudel durch die Straßen und ernährten sich von den herumliegenden Abfällen.
Zum Herbst fingen sie ihre Schweine und schlachteten sie direkt nach dem ersten Nachtfrost für den Hausgebrauch oder verkauften sie weiter. Waren die Schweine zu wild geworden, erjagten sie sie auch gleich mit der Flinte. Das Schlachtfest war ein verbreitetes Ritual zum Ende des Jahres. Chitterlings (Innereien), Leber und Gehirn mussten kurz darauf verzehrt werden, denn anders als Schinken hielten diese sich nicht über lange Zeiträume. Das Schweineessen aber war das Barbecue, sei es auf der Plantage, in der Großfamilie, der Nachbarschaft oder der Kirchengemeinde, ein zelebrierter Teil der Esskultur quer über das Verbreitungsgebiet der Schweine.
Diese Form der Haltung in der Allmende ermöglichte es selbst komplett landlosen Menschen zu Wohlstand zu gelangen. Der Historiker Grady McWhiney identifizierte einzelne Schweinehalter in Alabama, die keinerlei Land aber dafür 70, 250 oder auch 300 Schweine besaßen.
Neben den Vorteilen, die diese Tierhaltung bot, vor allem die niedrigen Kosten und der geringe Aufwand der Zucht, hatte sie aber auch gravierende Nachteile. Zum einen gelang es bei weitem nicht, jedes Tier wieder einzufangen oder zu erjagen, so dass sich die wilde Population immer vergrößerte. Zum anderen konnte es auch Probleme geben, die eigenen Besitzrechte durchzusetzen. Zwar war es meistens verboten, fremde Schweine zu schlachten oder auch die Ohrzeichen zu ändern – spätestens wenn das Schwein geschlachtet und zerlegt war, war es jedoch unmöglich, den eigenen Besitz zu beweisen.

### Auswirkungen auf die Umwelt
Die Schweine ernährten sich von Nüssen und Pflanzen, vor allem Kiefernsamen, Beeren, Amphibien, Insekten und Schlangen (selbst Klapperschlangen), wenn sie sie fangen können, auch Säugetiere und Vögel. Weit verbreitet, wenn auch nicht bewiesen, dass es je passiert ist, ist die Legende des alten Bauern, der Schweine füttern ging, im Schweinegebiet einen Schlaganfall erlitt und komplett von seinen Tieren gefressen wurde. Die Schweine bedienten sich reichlich am Pflanzenangebot ihrer neuen Heimat, wühlten den Boden auf und verdreckten Wasserlöcher.
Welche Auswirkungen die Schweine auf die Wälder ihrer neuen Heimat hatten, ist unklar. Zum einen gehören Nüsse zu ihren Lieblingsspeisen und so ist es möglich, dass sie dazu beigetragen haben, Harthölzer wie Walnuss, Kastanien oder Eichen zugunsten von Kiefern an ihrer Ausbreitung zu hindern. Aber obwohl sich in den letzten Jahrhunderten wahrscheinlich wirklich die Zusammensetzung der Wälder zugunsten der Kiefern änderte, hat dies wahrscheinlich wesentlich mehr mit den Brandrodungen zu tun, die die großen Plantagenbesitzer in derselben Zeit durchführten und nach denen Kiefern sich wesentlich schneller erholen können. Größtes Opfer der Schweinezucht ist vermutlich die Sumpfkiefer, da sie lange in einem Gras-Stadium verbleibt und sich an der Spitze, ziemlich genau in Augenhöhe der Schweine, die proteinreiche Endknospe befindet. Bis zur Wiederentdeckung einer kleinen Restpopulation 1980 galt sie bereits 1843 in Virginia als ausgestorben.

## Rolle in der Ernährung
Bis in die 1960er Jahre bedeutete das Wort „Fleisch“ (meat) in den Südstaaten „Schweinefleisch“, im Gegensatz zu Rindfleisch (beef). Schweinefleisch dominierte zusammen mit Mais die Ernährung der Südstaaten, die Form der Bewirtschaftung erlaubte auch vergleichsweise armen Bauern regelmäßige Fleischmahlzeiten und relative Unabhängigkeit. Andererseits gerieten sie so auch in regelmäßige Konflikte mit den Plantagenbesitzern, die Tabak oder Baumwolle anpflanzten und die den Schweinehaltern vorwarfen, ihre Ernten zu verderben. Generell galten aber selbst arme weiße Südstaatler als wesentlich besser ernährt als ihre europäischen Standesgenossen.
War Schweinefleisch deshalb vor allem das Essen armer Bauern, zog es sich aus den Kreisen der Plantagenbesitzer und der Oberklasse Kritik zu. Zum einen beschwerten sich die Plantagenbesitzer, dass die Schweine an ihre Felder gingen und Prozesse gegen die Schweineeigentümer meist erfolglos verliefen, da die Jurys im Allgemeinen zugunsten der Schweinehalter urteilten; zum anderen aber widersprach es dem Gesellschaftsbild der Pflanzer, dass oft verwahrlost aussehende Menschen ohne jeden Landbesitz in ihren Tieren tatsächlich genug Reichtum besaßen, um unabhängig zu sein.
Der Plantagenbesitzer und Historiker Robert Beverley, Jr. beschwerte sich schon im frühen 17. Jahrhundert, „Schweine schwärm[t]en wie Ungeziefer über die Erde“, William Byrd II, ebenfalls Plantagenbesitzer, Gründer von Richmond und wahrscheinlich Erfinder des Ausdrucks White Trash, gab dem Schweinefleisch die Schuld an Skorbut bei den Bauern, ebenso wie er dem Schweinefleisch den Verlust von Nasen der Bauern zuschrieb, das generell schweinische Temperament der Leute und auch die Tatsache, dass sie nach Byrds Auffassungen eher grunzen denn reden würden. Doktor John S. Wilson wiederum wollte die USA gleich die Republik der Schweinigkeit oder auch Große Schweine Essende Konföderation nennen. Fanny Kemble, englische Schauspielerin und zeitweise mit einem Plantagenbesitzer aus Georgia verheiratet, schreibt über die Pinelanders (Kiefernwäldler), sie seien „die degenerierteste Rasse menschlicher Wesen, die angelsächsischen Ursprung in Anspruch nähmen – verdreckte, faule, ignorante, brutale, stolze, besitzlose Wilde und ohne eine der nobleren Eigenschaften, die sich sonst gemeinsam mit den Lastern der Wilden finden.“ Kemble allerdings gab der Sklaverei im Süden die Schuld, die jegliche Arbeitsmoral vernichte.

## Kulturelle Repräsentation
Das Schwein spielte und spielt eine wichtige Rolle in der Kultur der Südstaaten. Restaurantschilder mit lachenden Schweinen sind allgegenwärtig. Aber auch in die Sprache ging es ein. Ein „Hog Heaven“ (Schweinehimmel) ist ein Platz an dem alle sensorischen Wünsche erfüllt werden, wenn jemand „High on the Hog“ ist, dann geht es ihm besonders gut.
Während das Schwein an sich einen wichtigen Punkt in der Ikonografie der Südstaaten einnimmt, ist das Razorback zwar präsent, findet sich jedoch seltener. Bekanntestes verwildertes Schwein dürfte das Maskottchen der University of Arkansas sein, deren Sportteams als Arkansas Razorbacks antreten.